# Gare de Peltre
La gare de Peltre est une gare ferroviaire française de la ligne de Réding à Metz-Ville, située sur le territoire de la commune de Peltre, dans le département de Moselle, en région Grand Est.
Elle est mise en service en 1851, par la Compagnie du chemin de fer de Paris à Strasbourg. C'est une halte voyageurs de la Société nationale des chemins de fer français (SNCF), desservie par des trains TER Grand Est.
Le bâtiment voyageurs est détruit en 1992.

## Situation ferroviaire
Établie à 193 mètres d'altitude, la gare de Peltre est située au point kilométrique (PK) 147,871 de la ligne de Réding à Metz-Ville, entre les gares de Courcelles-sur-Nied et de Metz-Ville.

## Histoire

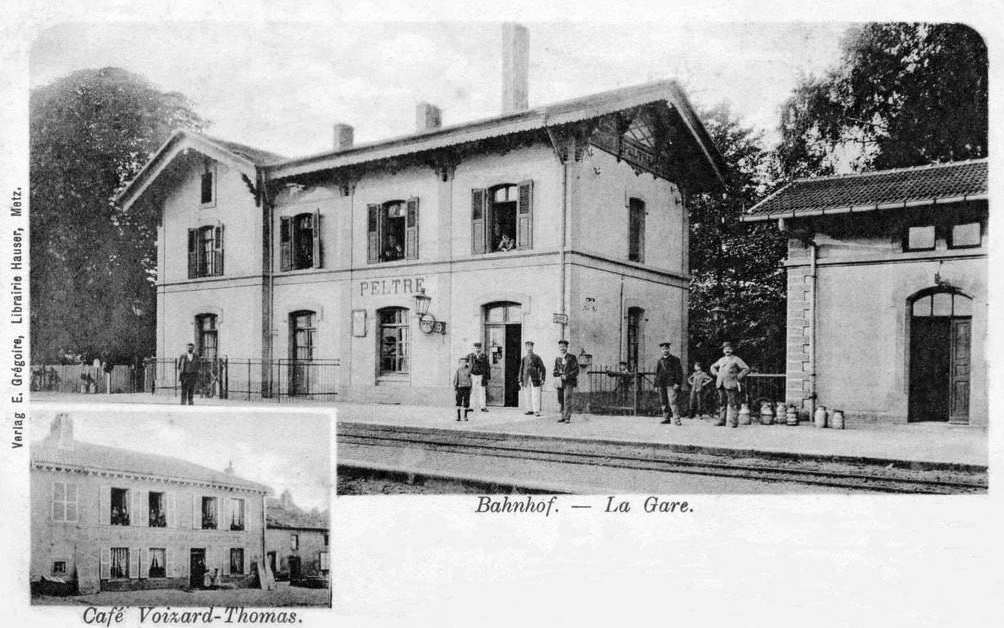
La gare vers 1900, pendant l'occupation allemande.

La station de Peltre est mise en service le 24 juillet 1851 par la Compagnie du chemin de fer de Paris à Strasbourg, lorsqu'elle ouvre à l'exploitation le tronçon de Metz à Saint-Avold de son embranchement Frouard-Metz-Forbach. Le 16 novembre 1852 l'ouverture du tronçon de Forbach à la frontière Prussienne permet l'inauguration de la ligne de Metz à Sarrebruck qui passe par la station de Peltre.
La gare devient une simple halte après la fermeture du guichet. Le bâtiment voyageurs est détruit entre 1989 et 1994.
Elle est intégrée au système tarifaire de Metz Métropole depuis le 3 février 2014, via le réseau de transports LE MET'.

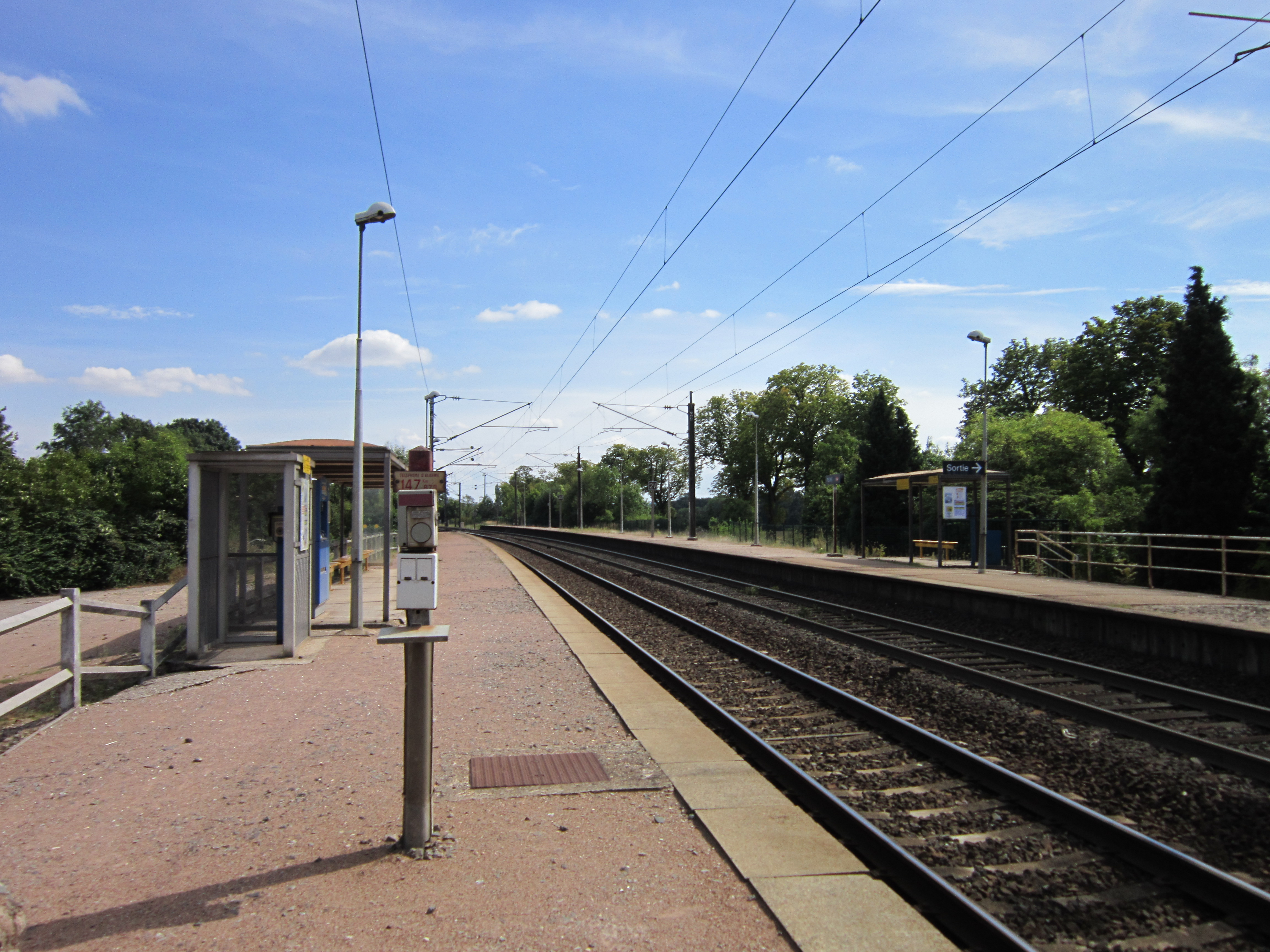
Les quais, en direction de Rémilly

## Fréquentation
De 2015 à 2024, selon les estimations de la SNCF, la fréquentation annuelle de la gare s'élève aux nombres indiqués dans le tableau ci-dessous.
| Année     | 2015   | 2016   | 2017   | 2018   | 2019   | 2020   | 2021   | 2022   | 2023   | 2024   |
| --------- | ------ | ------ | ------ | ------ | ------ | ------ | ------ | ------ | ------ | ------ |
| Voyageurs | 33 283 | 29 581 | 26 189 | 25 365 | 27 544 | 19 134 | 20 934 | 26 353 | 31 720 | 36 318 |

## Service des voyageurs

### Accueil
Halte de la SNCF, c'est un point d'arrêt non géré (PANG) à accès libre. Elle est équipée d'un automate pour l'achat de titres de transport TER.

### Desserte
Peltre est desservie par des trains du réseau TER Grand Est, sur la relation Metz-Ville – Sarrebourg.

### Intermodalité
Un parking est aménagé à ses abords.
Un arrêt est desservi par des autocars de la ligne N91 du réseau de la communauté d'agglomération de Metz Métropole (LE MET').